# Spedizione di Charles Town
La spedizione di Charles Town fu un tentativo franco-spagnolo al comando del capitano Jacques Lefebvre di catturare la capitale della provincia inglese della Carolina, Charles Town, nel corso della guerra della regina Anna (nome col quale è talvolta nota in Nord America la guerra di successione spagnola).
Organizzato e supportato finanziariamente dai francesi e lanciato da L'Avana, Cuba, la spedizione raggiunse Charles Town all'inizio di settembre del 1706 dopo essersi fermata a St. Augustine per raccogliere rinforzi. Dopo un breve scontro con un pirata la Brillant, una delle sei navi della spedizione, si separò dal resto della flotta. Le truppe sbarcarono presso Charles Town ma vennero respinte velocemente dalla milizia reclutata dal governatore Nathaniel Johnson non appena seppe dell'arrivo della flotta nell'area, ed una flottiglia improvvisata e comandata dal colonnello William Rhett riuscì a catturare la Brillant, che era giunta dopo che le altre cinque navi erano già salpate dopo la sconfitta.

## Antefatto
La notizia dell'inizio della guerra di successione spagnola pervenne in Nord America a metà del 1702, e gli ufficiali della provincia inglese della Carolina da subito si attivarono per essa. Dopo la caduta nel dicembre del 1702 e la presa di St. Augustine, la capitale della Florida spagnola, essi lanciarono una serie di raids distruttivi contro gli ispano-indiani nella Florida settentrionale. Le autorità francesi nel piccolo insediamento di Mobile sulla costa del golfo vennero allarmati dallo svolgimento di queste azioni, dal momento che, come alleati degli spagnoli, il loro territorio avrebbe potuto tovarsi presto sotto attacco.
L'idea di una spedizione combinata franco-spagnola si ebbe per la prima volta nel 1704 quando il governatore della Florida, José de Zúñiga y la Cerda, discusse l'idea con un capitano della marina inglese per vendicarsi dei raids in Carolina; ad ogni modo, nessuna azione concreta venne presa dopo la discussione. Pierre LeMoyne d'Iberville, fondatore di Mobile e pirata d'esperienza aveva già in precedenza tentato di attaccare gli insediamenti coloniali inglesi durante la guerra dei Nove anni, e dal 1703 aveva iniziato a sviluppare un grandioso piano per assaltare la California. Utilizzando minime risorse francesi, d'Iberville pianificò che una piccola flotta francese supportata da una più grande flotta spagnola proveniente da L'Avana avrebbe potuto discendere verso la capitale della Carolina, allora nota col nome di Charles Town. La spedizione avrebbe dovuto essere rifusa poi dai pagamenti per il riscatto degli ostaggi presi nel corso della distruzione di Charles Town. Alla fine del 1705 d'Iberville ottenne il permesso da re Luigi XIV per la spedizione. Il re provvide le navi necessarie ed alcune truppe, ma richiese a d'Iberville di mantenersi all'area costiera nella spedizione.

## Preludio

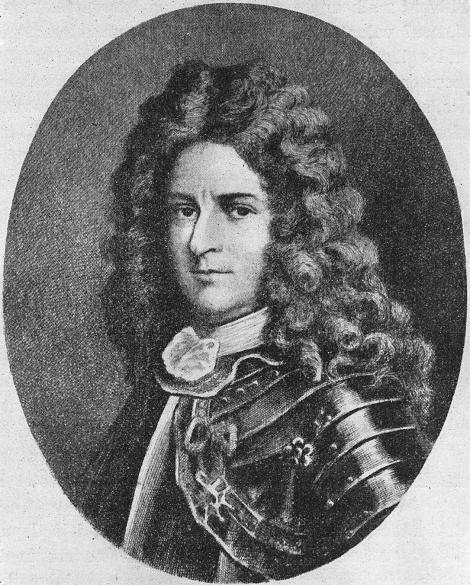
Pierre Le Moyne d'Iberville fu l'organizzatore della spedizione.

Due piccole flotte, una capeggiata da d'Iberville, capo dell'intera spedizione, lasciarono la Francia nel gennaio del 1706 con un totale di 12 navi e 600 truppe francesi. Salparono alla volta delle Indie Occidentali dove reclutarono ulteriori truppe nella Martinica, e d'Iberville riuscì a saccheggiare la base inglese a Nevis.  D'Iberville lasciò quindi parte del proprio squadrone e salpò per L'Avana. Qui egli tentò di interessare le autorità spagnole al supporto della spedizione, con ben poco successo, in parte per lo scoppio di una epidemia di febbre gialla. Oltre a decimare le truppe della spedizione, il governatore spagnolo Pedro Álvarez de Villarín morì di questo stesso male il 6 luglio, e d'Iberville stesso morì l'8 luglio. Prima di morire, d'Iberville affidò il controllo della spedizione al capitano Jacques Lefebvre.
Lefebvre salpò da L'Avana con cinque navi e circa 300 soldati francesi al comando del generale Arbousset, oltre a 200 volontari spagnoli guidati dal generale Esteban de Berroa. La flotta si fermò dapprima a St. Augustine, dove il governatore Francisco de Córcoles y Martínez concesse una sesta nave per la spedizione, oltre a 30 fanti e circa 50 "indiani cristiani" delle tribù Timucua, Apalachee e Tequassa.
La flotta francese salpò da St. Augustine il 31 agosto. Durante il passaggio venne individuato uno sloop e la Brillant francese si dedicò al suo inseguimento e pertanto si separò dal resto dello squadrone. Lo sloop era una nave pirata inviata dal governatore della Carolina, Nathaniel Johnson, per intercettare navi rifornimento spagnole; il suo capitano ritornò velocemente a Charles Town con la notizia dei movimenti della flotta. La campagna e la città, infettati da una epidemia di febbre gialla, riuscì comunque a rispondere alla chiamata alle armi del governatore Johnson. L'esatto numero dei miliziani è sconosciuto ma su una popolazione di 4 000 abitanti si stima che 900 fossero gli uomini in servizio nella milizia coloniale. Anticipando il fatto che il tentativo di sbarco si sarebbe tenuto a James Island, a guardia del lato sud del porto, Johnson pose la milizia sotto il controllo del tenente colonnello William Rhett. Il punto più a nord di James Island era fortificato dalla presenza di Fort Johnson, il quale ospitava alcuni cannoni il cui raggio era però inadeguato ad impedire alle navi di entrare nel porto. La milizia inoltre improvvisò una piccola flottiglia con una nave ammiraglia.

## Gli attacchi
La flotta spagnola giunse al porto il 4 settembre. Malgrado l'assenza della Brillant, che trasportava il grosso delle forze francesi oltre a "cannoni da campagna, spade, munizioni ed il comandante di terra" (il generale Arbousset), il capitano Lefebvre e le sue navi entrarono nelle acque portuali il 7 settembre e lanciarono un ultimatum agli inglesi il giorno successivo. Egli chiese il pagamento della somma di 50 000 pesos in cambio della non distruzione di Charles Town. Il governatore Johnson rigettò da subito l'offerta facendo sapere al capitano francese che valore dell'intera città era di 40 000 000 di pesos, e che "il sangue costa ben di più, quindi lasciate che vengano".

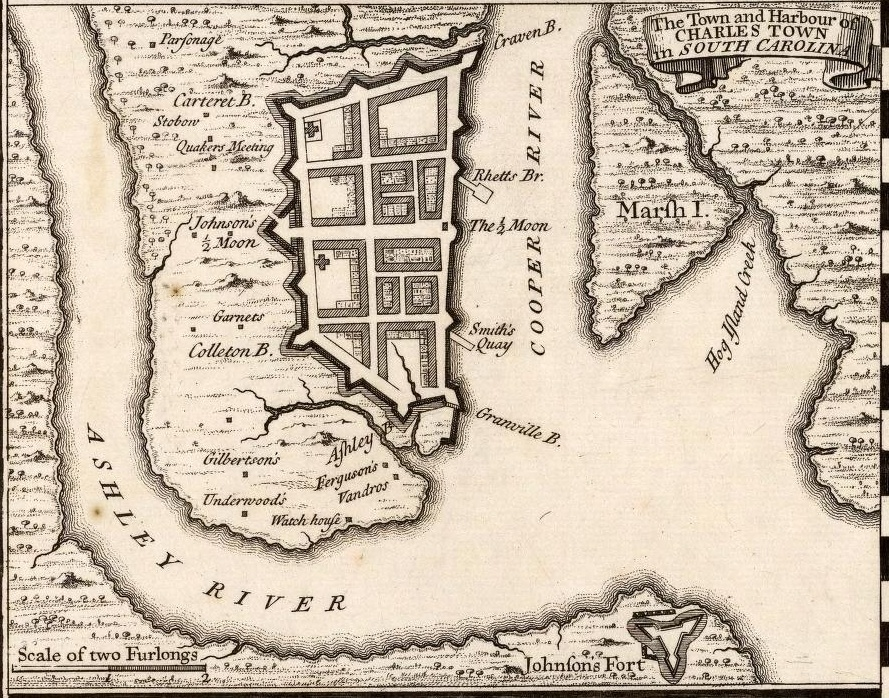
Una mappa del 1733 che mostra Charles Town e l'area circostante. Fort Johnson è visibile a sud.

Il 9 settembre gli invasori sbarcarono in due forze separate. La prima, più grande con 160 uomini in tutto, saccheggiò le piantagioni della periferia, ma venne respinta quando il governatore Johnson inviò la milizia ad opporglisi. Una seconda forza di minore entità sbarcò a James Island, ma venne anch'essa respinta. Quella notte Johnson ricevette la notizia che però quest'ultima formazione si trovava ancora in loco ed era in piena attività ed inviò pertanto il tenente colonnello Rhett e 100 uomini ad investigare. Giungendo col far del giorno, sorpresero gli invasori. La flotta francese, dopo una breve schermaglia dove 60 uomini finirono catturati, si trovò con 12 uomini vennero uccisi. L'11 settembre il tenente colonnello Rhett salpò con la flottiglia coloniale per trovare gli altri invasori ma venne a conoscenza che erano salpati abbandonando l'operazione.
Il giorno successivo la Brillant comparve nel porto, ignara di ciò che era successo. Il suo capitano era rimasto per qualche giorno a St. Augustine e solo in seguito si era spostato più a nord. Il generale Arbousset sbarcò le sue truppe ad est di Charles Town, ma la Brillant venne catturata dalla flotta colonial; Arbousset ed i suoi uomini si arresero dopo aver perso 14–30 uomini in una breve battaglia con la milizia inglese. Tra i prigionieri di quel giorno si poterono contare 90 - 100 indiani; molti dei quali vennero "venduti come schiavi".

## Conseguenze
Gli ufficiali della colonia della Carolina dichiararono per il 17 un giorno di festeggiamenti per la difesa avvenuta con successo. Il gran numero di prigionieri, ad ogni modo, gli causò dei problemi. Ne inviarono un terzo in Virginia, attendendo che da lì fossero trasportati in Inghilterra. Ad ogni modo, quando giunsero in Virginia, l'annuale flotta mercantile era già salpata. Le autorità della Virginia si ritrovarono ora con dei prigionieri da mantenere.
In risposta alla spedizione franco-spagnola, gli inglesi portarono avanti un raid di nativi americani assediando Pensacola, uno degli ultimi avamposti spagnoli in Florida. Essi mobilitarono anche delle forze di nativi americani per attaccare Mobile, ma questi sforzi ebbero solo il merito di frustrare le attività diplomatiche francesi con le locali autorità indiane.